# حسین گلزار
حسین گلزار (زادۀ ۱۲۲۷ کرمانشاه - )، پهلوان زورخانه‌ای در دوران سلطنت سلسله قاجار بود آرامگاه حسین گلزار در پارک گلزار واقع در بلوار یارمحمدخان کرمانشاهی (نقلیه) کرمانشاه قرار دارد.

## زندگی‌
حسین گلزار در روستای سراب قنبر کرمانشاه به دنیا آمد. هنگامی که کودک بود پدرش درگذشت و تحت تکفل مادرش که گلزار نام داشت قرار گرفت. 

### ورود به زورخانۀ سنگ‌تراش‌ها
مادرش از همان دوران کودکی فرزندش را تشویق به کار سخت در باغ و مزرعه می‌کرد. حسین در نوجوانی دارای اندامی تنومند بود، زمانی که حسین گلزار برای اولین بار پا به زورخانه گذاشت، پهلوان صفر کرمانشاهی با جمعی از پهلوانان و پیشکسوتان شهر مشغول ورزش بودند. با دیدن سن و سال کم او برای اینکه محترمانه او را از گود خارج کنند شانه‌ای بدست گرفتند و هر یک محاسن خود را شانه نمودند. شانه دست‌به‌دست شد و به حسین رسید. او شانه را به صورت خود کشید و صورتش زخمی شد. پهلوان صفر با دیدن این صحنه مجذوب او و علاقه‌اش به ورزش شد و رخصت ورزش به او داد. وی در طول چند سال هر آنچه را که لازمهٔ کشتی بود، به وی آموخت، و «حسین گلزار» تحت مربی‌گری او به یکی از پهلوانان چیره‌دست در آن منطقه تبدیل شد. شهرت و قدرت او موجب شد که امام‌قلی عمادالدوله شاهزادۀ قاجار و حاکم کرمانشاه او را در دستگاه حکومتی خود به کار بگیرد. در اولین مسافرت گلزار به همراهی عمادالدوله به تهران، تصمیم گرفت که با پهلوانان نامی تهران کشتی بگیرد. نمایان شدن حسین گلزار در زورخانه‌های تهران، سبب شهرت او در بین پهلوانان آن شهر شد.

## زورآزمایی با پهلوان پایتخت در حضور ناصرالدین شاه قاجار
در مراسم سلام نوروزی سال ۱۲۵۳ میدان ارک تهران حسین گلزار با ابراهیم حلاج یزدی پهلوان بزرگ تهران در حضور ناصرالدین شاه به کشتی پرداخت. سرانجام چون کشتی نزدیک به چهار ساعت به طول انجامید و پشت هیچ کدام به خاک نرسید، داوران مسابقه، کشتی را متوقف و پهلوان یزدی را برندۀ اعلام کردند.
حسین گلزار در نوروز ۱۲۵۴ دوباره به تهران آمد و در حضور ناصرالدین شاه به مبارزه با ابراهیم حلاج یزدی که ۱۸۰ کیلو وزن داشت پرداخت و در میانۀ کشتی و پس از کش و قوس‌های فراوان، با فن لنگ کردی او را از جا کنده و با سینه نقش زمین کرد. 
اتابک اعظم به ابراهیم حلاج یزدی که در میان دستان حسین گلزار بود نهیب می‌زند: «برخیز پهلوان برخیز!» اما یزدی دیگر توانی برای رهانیدن خود نداشت. ناصرالدین شاه از جایگاه مخصوص به بیرون آمده و سراسیمه فریاد می‌زند: «کرمانشاهی رهایش کن!» اما او چون که کرد بود و فارسی نمی‌دانست و به زبان کردی تسلط داشت به فرمان شاه بی‌اعتنایی کرده و با یک تکان شدید پهلوان یزدی را که خود را سراسیمه به طرف تخت اتابک اعظم کشانده بود و پایه‌ی تخت اتابک اعظم را گرفته بود به سمت میدان کشتی کشیده و همزمان تخت اتابک اعظم و همراهانش را  سرنگون میکند و آنها به درون حوض میدان ارک می‌اُفتَند و فراشان شاه با دیدن این صحنه به حسین گلزار حمله‌ور شده و او را زخمی می‌کنند. 
پس از گذشت چند روز ناصرالدین‌شاه در روز ۱۳ فروردین احوال پهلوان حسین گلزار را می‌گیرد و او را به حضور می‌طلبد. ناصرالدین شاه برای دلجویی از حسین گلزار، یک اسکناس ۱۰۰ تومانی (در روایتی مقداری سکه طلا) به عنوان خلعت به وی هدیه می‌کند. اما در کمال تعجب پهلوان حسین گلزار این خلعت شاهانه را رد کرده و خطاب به شاه می‌گوید: این‌ها را بدهید به فراش‌هایتان تا بهتر غریب‌نوازی کنند. شاه از این جواب به خروش آمده و قصد صدور فرمان قتل حسین گلزار را می‌کند، اما ابراهیم حلاج یزدی با جوانمردی جلوی این کار را می‌گیرد. آوازۀ کشتی جانانۀ حسین گلزار و حواشی آن و رد خلعت شاهانه توسط وی به سرعت در سراسر ایران پخش می‌شود و نام حسین گلزار کرمانشاهی در سرتاسر ایران به زبان‌ها می‌افتد.

## مرگ
گفته می‌شود که حسین گلزار مسموم شده و پس از تحمل یک دوره بیماری درگذشته‌است. در روایات علت مسموم شدن او کینه‌توزی و حسادت اطرافیان تنگ‌نظر او آورده شده‌است.

## آثاری دربارۀ او
زندگینامۀ حسین گلزار در رمانی ۲۶۰ صفحه‌ای بنام «زهر افعی» که توسط عباس کمندی تألیف شده، در بهار ۱۳۹۳ بوسیلۀ انتشارات علمی کالج در شهر سنندج به چاپ رسیده‌است. این رمان اگرچه در قالب برداشت آزاد نویسنده از زندگی حسین گلزار تألیف شده و با درگیر کردن در بطن یک رمان افسانه‌ای مورد تشریح قرار گرفته، اما مطالبی که دربارۀ وی نگاشته شده آنچنان که نویسنده بیان داشته پس از تحقیقات وی به‌دست آمده‌است.
روضان کمری شاعر کُرد نیز زندگی حسین گلزار را به صورت یک منظومۀ بلند به نام «گُردنامه» به زبان کردی سروده‌است. این منظومه با مشخصات زیر به چاپ رسیده‌است:
- کمری زنگنه، روضان، گُرد نامه: پهلوان حسین گلزار و گذری به ۲۹۷ دلاور کرمانشاهی، کرمانشاه: بهمن‌آرا، ۱۳۸۵؛ ۷۲ ص.